# Zofia Hajduk
Zofia Hajduk (ur. 16 maja 1920 w Wójtowej Wsi, zm. 17 lipca 2002) – działaczka Związku Polaków w Niemczech, żołnierz Armii Krajowej, więziona w niemieckich obozach koncentracyjnych, działaczka społeczna na Opolszczyźnie.

## Życiorys
Córka Franciszka Poliwody i Franciszki z domu Langosz, była najmłodsza z czternaściorga ich dzieci. W 1926 r. rozpoczęła naukę w polskiej szkole w rodzinnej wsi. Po jej ukończeniu kontynuowała naukę w Polskiego Gimnazjum Żeńskiego w Raciborzu z siedzibą w Tarnowskich Górach. Z powodu trudnej sytuacji materialnej rodziców w 1936 r. przerwała naukę i powróciła do Wójtowej Wsi. Tu włączyła się w działalność społeczną. Pracowała w sekretariacie Związku Polskiej Młodzieży Katolickiej, kolportowała polską prasę, śpiewała w chórach „Lutnia” i „Halka”, pracowała jako instruktorka w drużynach zuchowych, harcerskich i w grupach polskiej młodzieży. Działa też jako aktorka w Teatrze Kukiełkowym Alojzego Smolki. Jednocześnie uczyła się w trzyletniej szkole handlowej w Opolu. W 1938 r. wzięła udział w I Kongresie Polaków w Niemczech.
Jako młoda działaczka polonijna została zwerbowana przez polskie Ministerstwo Spraw Zagranicznych do konspiracyjnej organizacji „K-7”. W sierpniu 1939 r. przeszła w Polsce kurs w zakresie prowadzenia pracy wywiadowczej. Na Śląsk powróciła po wybuchu II wojny światowej, ale już 11 września została aresztowana przez Gestapo i w październiku trafiła do obozu koncentracyjnego Ravensbrück. Otrzymała numer obozowy 2241. Dzięki staraniom rodziny została zwolniona z obozu 6 kwietnia 1940 r., znalazła zatrudnienie w rolnictwie, a następnie w hurtowni spożywczej. 13 maja została zaprzysiężona jako żołnierz Związku Walki Zbrojnej. Przygotowywała informacje wywiadowcze o sytuacji wojskowej i ekonomicznej na Opolszczyźnie, zaopatrywała robotników przymusowych w dodatkowe kartki żywnościowe i żywność. 8 lipca 1943 r. została po raz kolejny aresztowana i trafiła do więzienia w Lublińcu. 
Po ośmiomiesięcznym śledztwie przesłano ją do obozu koncentracyjnego Auschwitz-Birkenau. Tu nadano jej numer 75711, oznaczono też jako recydywistkę. 18 stycznia 1945 r. wzięła udział w marszu śmierci, pieszo dotarła do Wodzisławia. Stamtąd przewieziono ją do obozu Ravensbrück, gdzie zaopiekowała się nią siostra Bronisława. Podczas kolejnej ewakuacji zbiegła z siostrą do lasu, gdzie 1 maja doczekały nadejścia oddziałów Armii Czerwonej.
16 maja powróciła do Opola, gdzie znalazła zatrudnienie w Zarządzie Miasta. Działała społecznie w rodzinnej Wójtowej Wsi, gdzie przyczyniła się do reaktywowania działalności chórów „Lutnia” i „Halka”, amatorskiego zespołu teatralnego, drużyny ZHP. Z jej inicjatywy w lipcu 1945 r. w Opolu stworzono koło Związku byłych Więźniów Politycznych. W następnych latach działała w środowisku kombatanckim. W 1955 r. została zatrudniona w Stowarzyszeniu Autorów ZAiKS, gdzie pracowała do przejścia na emeryturę w 1978 r. W 1985 r., wspólnie z mężem, wydała książkę poświęconą okresowi II wojny światowej zatytułowaną Nieznana karta tajnego frontu.
Zmarła 17 lipca 2002 r., została pochowana w Alei Zasłużonych na cmentarzu komunalnym w Półwsi. W 2023 r. została upamiętniona na wystawie przygotowanej z okazji Święta Niepodległości przez Archiwum Państwowe i Galerię Sztuki Współczesnej. Tematem wystawy były wybitne kobiety, które marzyły o Śląsku należącym do Polski.

## Życie prywatne
10 listopada 1945 r. wyszła za Ryszarda Hajduka, miała dwie córki i syna. 

## Ordery i odznaczenia
- Medal Rodła,
- Zasłużonemu Opolszczyźnie,
- Zasłużony Obywatel Miasta Opola[9].